# Multimodale Therapie
Als multimodale Therapie [von lat. multus ‘viel, groß, stark’; von lat. modus ‘Maß, Ziel, Vorschrift, Art und Weise’; auch interdisziplinäre Therapie] wird generell eine therapeutische Vorgehensweise bezeichnet, bei der unterschiedliche Behandlungsansätze miteinander kombiniert werden, um ein optimales Ergebnis zu erzielen.

## Grundlagen
Eine der Grundideen multimodaler Therapien ist die Vielschichtigkeit der Behandlung und das Bündeln des Know-hows verschiedener Personenkreise und Wissensbereiche. Entsprechend arbeiten in der multimodalen Therapie Personen aus unterschiedlichen Professionen, Disziplinen oder Teilgebieten einer Disziplin zusammen am Therapieziel. Man geht heute bezüglich einer weiteren Grundidee davon aus, dass alle Bereiche des menschlichen Organismus in ständiger Kommunikation und Wechselwirkung miteinander stehen. Hieraus ergibt sich – in Gesundheit und Krankheit – die veränderliche psychophysiologische Konstitution des Individuums, welches sich darüber hinaus in kontinuierlicher Interaktion mit den jeweiligen Umweltbedingungen befindet. In diesem Sinne kann und sollte jede Therapie beim einzelnen Patienten dieses dynamisch-ganzheitliche Verständnis des Menschen berücksichtigen und auf möglichst viele relevante Wirkfaktoren Einfluss nehmen.

## Anwendungsbeispiele
Bezüglich der Anwendung multimodaler Verfahren in der Therapie kann man unterscheiden zwischen solchen Erkrankungen, in denen aufgrund des Istzustands eines Patienten die Multimodalität der Behandlung unausweichlich ist und solchen, bei denen diese Vorgehensweise `nur´ geeignet oder wünschenswert, aber nicht zwingend erforderlich ist. Unausweichlich ist das multimodale Vorgehen beispielsweise in der Onkologie, wenn Chemotherapie [z. B. zur Zerstörung kleinster Einheiten befallenen Gewebes] und Chirurgie [z. B. zur Entfernung von Tumoren] kombiniert werden. Möglicherweise geeignet, wünschenswert oder förderlich könnte hier etwa die darüber hinausgehende Kombination beispielsweise mit einer Immuntherapie oder mit der ärztlich begleiteten häuslichen Einnahme von Methadon bei schwersten Krebserkrankungen sein.
Ein weiteres Unterscheidungsmerkmal in der Anwendung multimodaler Vorgehensweise ergibt sich aus der Frage nach der Entstehung einer Erkrankung. In der multimodalen Schmerztherapie beispielsweise zur Behandlung der zahlreichen Symptome der Fibromyalgie werden Bewegungstherapie, Physiotherapie, medikamentöse Behandlungen und Psychotherapie kombiniert. Auch bei anderen Erkrankungen, zu deren Entstehung zunehmend neue Erkenntnisse gewonnen werden, wie etwa bei der Schizophrenie, sind multimodale Therapien der vielversprechendste Weg.
Zuweilen meint multimodale Therapie schlicht den bestmöglichen Einsatz unterschiedlicher Techniken oder Technologien einer Disziplin zur Verfolgung des Therapieziels. Ein Beispiel hierfür ist die multimodale Strahlentherapie. Diese Vorgehensweise zielt etwa in der Onkologie darauf ab, die angezeigten und zur Verfügung stehenden Formen der Radio- und Partikeltherapie zur bestmöglichen Tumorkontrolle und bei verringerten Nebenwirkungsrisiko einzusetzen. Zur Optimierung bedarf es einer spezialisierten Software, die ebenfalls multimodale Bildgebungsdaten [z. B. CT, MRT, PET] von verschiedenen Zeitpunkten [z. B. vor Beginn, nach einigen Bestrahlungen, während einer Bestrahlungseinheit] der Therapie miteinander vergleicht und auswertet. Eine entsprechende Software kann aus den so gewonnenen Ergebnissen jeweils angepasste Werte im Hinblick auf eine Erhöhung oder Reduzierung oder Ausrichtung der Strahlendosis berechnen.
Im Zusammenhang mit Psychotherapieverfahren bezieht sich die Bezeichnung multimodale Therapie mitunter explizit auf eine multimodale Verhaltenstherapie bzw. die multimodale Ausgestaltung einer kognitiven Verhaltenstherapie, wie es z. B. Arnold A. Lazarus vorschlug.  Auch hier geht es um die größtmögliche Ausnutzung aller innerhalb einer Disziplin möglichen Techniken bzw. um die Berücksichtigung möglichst vieler beim einzelnen Patienten relevanten Bezugsgrößen [hier: Lebensbereiche des Patienten]. Heute sollte dies der Standard sein.
Eine besondere Stellung nehmen multimodale Therapien bei der Behandlung von längerfristig erkrankten Kindern und Jugendlichen ein. Hier fordert im Grunde der Entwicklungsaspekt generell ein multimodales Vorgehen.
Nachhaltige Einschränkungen der Entwicklung aufgrund einer ernsthaften Erkrankung können nur durch die Berücksichtigung möglichst aller Entwicklungsfaktoren auf ein Minimum reduziert werden. Die Einbeziehung von Eltern, ggf. Freunden und oft auch des schulischen Umfeldes in therapeutische Überlegungen und Vorgehensweisen erscheint ebenfalls, abgesehen von rechtlichen Fragen, unerlässlich. Im Bereich beispielsweise der Kinder- und Jugendpsychotherapie wurden diverse Therapieprogramme u. a. von Manfred Döpfner jeweils in Zusammenarbeit mit weiteren Personen konzipiert und veröffentlicht [THOP, THAV, SELBST, THAZ].
Auch bei der Behandlung von Menschen in besonderen Lebenssituationen, wenn etwa in einem Bereich die Behandlungsmöglichkeiten eingeschränkt sind [z. B. medikamentöse Behandlung von Schwangeren], können diese Einschränkungen ggf. durch multimodales Vorgehen kompensiert werden.

Selbstwirksamkeit des Patienten im Rahmen multimodaler Therapien

Multimodale Therapieformen bieten optimalerweise einen oder mehrere Wege, dem Patienten in Bezug auf seine Erkrankung bzw. auf seine Genesung oder Linderung der Beschwerden eine gewisse Selbstwirksamkeit nahe zu bringen. Allzu oft erleben Menschen eine Krankheit als Ausgeliefertsein an den Arzt und an die Krankheit selbst. Wird der Patient dagegen in auch fachlich komplexe Überlegungen einbezogen und erlernt darüber hinaus sogar konkrete Handlungsoptionen, die er eigenständig und eigenverantwortlich durchführen kann, vermindert sich dieses Phänomen [siehe auch partizipative Entscheidungsfindung]. Die erlebte Selbstwirksamkeit könnte so zur Genesung oder zur Linderung der Beschwerden beitragen [siehe hierzu Grafik]. In diesem Zusammenhang wären bewegungs- oder kreativtherapeutische Anteile der Therapie exemplarisch zu nennen, die der Patient ggf. auch ohne fortdauernde Anleitung durchführen kann.
Der Begriff der multimodalen Therapie ist nicht geschützt. Insofern wird dieses „Label“ vielfach verwendet. So begegnet einem die Bezeichnung eventuell auch, wenn zwar verschiedene Verfahren wie etwa schul- und alternativmedizinische Behandlungen kombiniert werden, aber ggf. kein übergeordnetes Konzept für den Einsatz der Therapieanteile vorliegt. Im optimalen Fall liegt dagegen ein solches Konzept vor und der Einzelfall [Patient/Klient] wird regelmäßig besprochen und dokumentiert [vgl. auch Fallmanagement und ggf. Hilfeplanverfahren]. Dabei wird der Patient dort, wo es möglich und geeignet ist, in die Überlegungen einbezogen. Eine professionelle Fallarbeit bildet in jeder Therapie den Rahmen für therapeutische Auswahl-, Bewertungs-, Beurteilungs- und Entscheidungsschritte. Sie erlangt aber mit der Komplexität einer tatsächlich multimodalen Vorgehensweise noch einmal einen besonderen Stellenwert. Als ein Beispiel für die professionelle Dokumentation der Fallarbeit dient die eingefügte Grafik zur Behandlung der Interstitiellen Cystitis.

## Bedeutung im Gesundheitswesen
Die Zielsetzung von Therapie ist eine Behandlung, die das optimale – also bestmögliche – Ergebnis erzielen kann. Aus therapeutischer Sicht könnte man formulieren, dass eine multimodale Therapie umso eher angebracht erscheint, je mehr Faktoren für die Ursachen der Entstehung einer Erkrankung bzw. deren Fortbestehen und Verschlimmerung oder eben Heilung oder Linderung in Frage kommen. Geht man von einem dynamisch-ganzheitlichen Verständnis des menschlichen Organismus aus, so wäre ein multimodales Vorgehen im Grunde als Standard in jedem Einzelfall anzustreben.
Für multimodale wie für alle anderen therapeutischen Vorgehensweisen gilt, dass entsprechende „Realien“ verfügbar sein müssen, also Zeit, Raum, Stellen und finanzielle Mittel.